# Boeing 787
Boeing 787 Dreamliner je srednje veliko širokotrupno letalo ameriškega proizvajalca Boeing Commercial Airplanes. Po navadi ima 220-330 sedežev in je najbolj varčno Boeingovo letalo. Porabi približno 20-30 odstotkov manj goriva kot sedanja letala enake velikosti. Velja za prvo potniško letalo, ki primarno uporablja kompozitne materiale, kot so ogljikova vlakna. Letalo uporablja več električnih sistemov kot sedanja letala, npr. električni sistem dovajanja zraka v kabino. Pritisk zraka v kabini je večji kot pri tekmecih, kar omogoča bolj prijeten let. Povečali so tudi okna in namestili električne sisteme za zasenčevanje. 
Do uradne predstavitve leta 2007 je zbral 677 naročil, kar je rekord za širokotrupna letala. Do leta 2013 je zbral 890 naročil od 58 strank, od česar je dobavil 73 letal. Boeing 787 je imel ob vstopu težave z litij-ionsko baterijo, zato je bil nekaj časa prizemljen. Litij-ionska baterija je lažja od trenutno uporabljenih nikelj-kadmijevih, vendar ima težave s pregrevanjem. 27. aprila 2007 se je 787 vrnil v redno uporabo. 
Letalo 787 so zasnovali zaradi težnje letalskih družb k manjši porabi goriva, manj vpliva na okolje s škodljivimi emisijami in precej nižjimi operativnimi stroški. Prav zaradi teh razlogov je propadel Boeingov predlog Boeing Sonic Cruiser, ki bi letel pri Machu 0.95, vendar bi bila večja tudi poraba goriva. Boeing 787 se je najprej imenoval 7E7, po približno 500.000 spletnih glasovih so ga preimenovali v 787 Dreamliner.
Boeing je letalo zasnoval precej drugače kot trenutna aluminijsta letala, ki uporabljajo kovice. Namesto tega je uporabil sodčkasto konstrukcijo iz enega dela. Letalo naj bi bilo sposobno 330-minutnega ETOPS, kar pomeni da lahko v primeru odpovedi enega motorja leti največ 330 minut na enem motorju do najbližjega letališča. To pomeni, da lahko leti po skoraj celotni zemeljski obli brez limitacij. Pred uvedbo ETOPS-a so lahko dvomotorna letala letela največ uro na enem motorju do najbližjega letališča, kar je pri letih na daljše razdalje resno omejevalo uporabo bolj ekonomičnih dvomotornih letal.
Boeing 787 je prvo letalo, ki ima enake vmesnike za motorje RR Trent ali GENX. Precejšen del letala izdelajo v tujini na Japonskem, Italiji, Franciji, Indiji in drugje. Letalo do končne konfiguracije sestavijo v kraju Everett, Washington, kjer sestavljajo trenutno vsa Boeingova širokotrupna letala. Drugo proizvodno linijo bodo odprli v North Charlestonu, Carolina.

## Tehnične karakteristike letala
| Model                  | 787-8                                                                                 | 787-9                                                                          | 787-10                                                                         |
| ---------------------- | ------------------------------------------------------------------------------------- | ------------------------------------------------------------------------------ | ------------------------------------------------------------------------------ |
| Posadka                | 2                                                                                     | 2                                                                              | 2                                                                              |
| Kapaciteta sedežev     | 242 (3 razredi) 296 (2 razreda) 381 (maksimum)                                        | 280 (3 razredi)                                                                | 323 (3 razredi)                                                                |
| Dolžina                | 186 ft (57 m)                                                                         | 206 ft (63 m)                                                                  | 224 ft (68 m)                                                                  |
| Razpon krila           | 197 ft 3 in (60,12 m)                                                                 | 197 ft 3 in (60,12 m)                                                          | 197 ft 3 in (60,12 m)                                                          |
| Površina kril          | 325 m2                                                                                | 325 m2                                                                         | 325 m2                                                                         |
| Naklon kril            | 32.2 stopinj                                                                          | 32.2 stopinj                                                                   | 32.2 stopinj                                                                   |
| Višina                 | 55 ft 6 in (16,92 m)                                                                  | 55 ft 6 in (16,92 m)                                                           | 55 ft 6 in (16,92 m)                                                           |
| Dimenzije trupa        | Širina: 18 ft 11 in (5,77 m) / Višina: 19 ft 7 in (5,97 m)                            | Širina: 18 ft 11 in (5,77 m) / Višina: 19 ft 7 in (5,97 m)                     | Širina: 18 ft 11 in (5,77 m) / Višina: 19 ft 7 in (5,97 m)                     |
| Maks. širina kabine    | 18 ft (5,49 m)                                                                        | 18 ft (5,49 m)                                                                 | 18 ft (5,49 m)                                                                 |
| Tovor                  | 4.826 cu ft (136,7 m3) 28× LD3 ali 9x (88x125) palete ali 8x (96x125) palete + 2x LD3 | 6.086 cu ft (172,3 m3) 36× LD3 ali 11x (88x125) palete ali 11x (96x125) palete | 6.187 cu ft (175,2 m3) 40× LD3 ali 13x (88x125) palete ali 13x (96x125) palete |
| Maks. vzletna teža     | 502.500 lb (227.900 kg)                                                               | 553.000 lb (251.000 kg)                                                        | 553.000 lb (251.000 kg)                                                        |
| Maks. pristajalna teža | 380.000 lb (170.000 kg)                                                               | 425.000 lb (193.000 kg)                                                        | 445.000 lb (202.000 kg)                                                        |
| Maks. teža brez goriva | 355.000 lb (161.000 kg)                                                               | 400.000 lb (180.000 kg)                                                        | 425.000 lb (193.000 kg)                                                        |
| Prazna teža            | 259.500 lb (117.700 kg)                                                               | N/A                                                                            | N/A                                                                            |
| Potovalna hitrost      | Mach 0,85 (567 mph, 490 vozlov, 913 km/h na 35.000 ft/10,700 m)                       | Mach 0,85 (567 mph, 490 vozlov, 913 km/h na 35.000 ft/10,700 m)                | Mach 0,85 (567 mph, 490 vozlov, 913 km/h na 35.000 ft/10,700 m)                |
| Največja hitrost       | Mach 0,90 (593 mph, 515 vozlov, 954 km/h na 35.000 ft/10.700 m)                       | Mach 0,90 (593 mph, 515 vozlov, 954 km/h na 35.000 ft/10.700 m)                | Mach 0,90 (593 mph, 515 vozlov, 954 km/h na 35.000 ft/10.700 m)                |
| Dolet                  | 7.650–8.200 nmi (14.170–15.190 km)                                                    | 8.000–8.500 nmi (14.800–15.700 km)                                             | 7.000 nmi (13.000 km)                                                          |
| Vzletna razdalja       | 10.300 ft (3.100 m) High Thrust Rating: 8.500 ft (2.600 m)                            | N/A                                                                            | N/A                                                                            |
| Kapaciteta goriva      | 33.340 US gal (126.200 L)                                                             | 36.641 US gal (138.700 L)                                                      | 36.641 US gal (138.700 L)                                                      |
| Višina leta            | 43.000 ft (13.000 m)                                                                  | 43.000 ft (13.000 m)                                                           | 43.000 ft (13.000 m)                                                           |
| Motorji (×2)           | General Electric GEnx-1B or Rolls-Royce Trent 1000                                    | General Electric GEnx-1B or Rolls-Royce Trent 1000                             | General Electric GEnx-1B or Rolls-Royce Trent 1000                             |
| Potisk motorjev (×2)   | 64000lbf                                                                              | 71000lbf                                                                       | 76000lbf                                                                       |

Sources: Boeing 787 airport documents, 787 fact sheets, 787-10